# Euphorbia juttae
Euphorbia juttae är en törelväxtart som beskrevs av Moritz Kurt Dinter. Euphorbia juttae ingår i släktet törlar, och familjen törelväxter.
Artens utbredningsområde är Namibia. Inga underarter finns listade i Catalogue of Life.